# إليك لو
إليك لو (بالإنجليزية: Alec Law)‏ (28 أبريل 1910 بباثغيت في المملكة المتحدة - ) هو لاعب كرة قدم بريطاني في مركز الهجوم. لعب مع برايتون أند هوف ألبيون وشيفيلد وينزداي ونادي تشستر سيتي وFauldhouse United F.C. ‏.